# 君がいて水になる
「君がいて水になる」（きみがいてみずになる）は、ずっと真夜中でいいのに。の楽曲。EMI Recordsより2018年11月14日に各音楽配信サービスにてリリースされた。

## 概要
- 前作『ヒューマノイド』から約1週間ぶりのリリースとなった。
- 『雲丹と栗』、『サターン』、収録アルバム『正しい偽りからの起床』と同日のリリースとなった[3]。

## 収録アルバム
- 『正しい偽りからの起床』(#1)